# 417 هـ
417 هـ هي سنة في التقويم الهجري امتدت مقابلةً في التقويم الميلادي بين سنتي 1026 و1027.

## وفيات
- أبو الحسن بن الحمامي
- القفال المروزي

- صاعد البغدادي